# Akustyka słuchu
Akustyka słuchu – dziedzina akustyki dzieląca się na dwie zasadnicze gałęzie:
- psychoakustykę próbującą opisać związki pomiędzy fizycznymi parametrami dźwięków dochodzących do ucha a wrażeniami przez nie wywoływanymi;
- akustykę fizjologiczną próbującą opisać prawa rządzące pracą układu słuchowego.

Przy obecnym stanie wiedzy tylko niektóre aspekty percepcji słuchowej można wyjaśnić na gruncie anatomii lub fizjologii układu słuchowego. Dlatego podstawowym zadaniem stojącym przed akustyką słuchu, jako nauką, jest poznanie i zrozumienie relacji wiążących zjawiska psychoakustyczne z budową anatomiczną i fizjologią układu słuchowego.
Najbardziej cenionym obecnie podręcznikiem z akustyki słuchu jest książka Briana C.J. Moore’a „Wprowadzenie do psychologii słyszenia”.